# Ariel Rec
Ruben Errebeene, más conocido como Ariel Rec, es una drag queen, cantante, fotógrafa, youtuber y artista de tatuaje española, conocida por competir en la segunda temporada de Drag Race España.

## Carrera
En diciembre de 2019 lanzó su tercer tema musical, titulado «No Quiero», en el que la artista narra a través de la letra su carrera en el drag desde sus inicios.
En 2020 se hizo eco en el medio digital Vozpópuli de las estrategias de pinkwashing de las empresas durante el mes del Orgullo LGTBIQ+.
En 2022, Ariel compitió en la segunda temporada de Drag Race España. En el segundo episodio quedó entre las dos nominadas a eliminación. Finalmente fue derrotada por Samantha Ballentines en una batalla de lip sync, lo que la llevó a ser la segunda eliminada de la temporada.
En abril de ese mismo mes realizó una colaboración de maquillaje con el medio digital Cosmopolitan.
Posteriormente, tras la final de Drag Race España, Ariel formó parte de la segunda edición de la gira nacional Gran Hotel de las Reinas.

## Filmografía

### Televisión
| Año  | Título             | Papel        | Notas       |
| ---- | ------------------ | ------------ | ----------- |
| 2020 | Veneno             | Drag queen   | 1 episodio  |
| 2021 | Eso no se pregunta | Entrevistada | 1 episodio  |
| 2022 | Drag Race España   | Concursante  | 3 episodios |
| 2023 | Sí lo digo         | Invitada     | 1 episodio  |

## Discografía

### Sencillos
| Año  | Título                             |
| ---- | ---------------------------------- |
| 2019 | «No Eres Como Yo» con Killer Queen |
| 2019 | «Karma» con Killer Queen           |
| 2019 | «No Quiero»                        |
| 2020 | «Tarántula»                        |
| 2022 | «Tarántula (Mix)»                  |